# Viktor Sakharov
Pour les articles homonymes, voir Sakharov (homonymie).
Viktor Viktorovitch Sakharov (en russe : Ви́ктор Ви́кторович Са́харов), né en 1848, mort le 22 novembre 1905 à Saratov, homme politique russe, chef de l'état-major général de 1898 à 1904, ministre de la Guerre du 11 mars 1904 au 21 juin 1905, membre du Conseil d'État à partir de 1904.
Il est assassiné par la terroriste Anastasia Bitsenko.